# Jefe de Estado Mayor del Ejército de los Estados Unidos
El jefe de Estado Mayor del Ejército de los Estados Unidos (CSA) es el oficial de mayor rango del Ejército de los Estados Unidos, y es miembro del Estado Mayor Conjunto de los Estados Unidos. Antes de 1903, el jefe militar del Ejército era el comandante general del Ejército de los Estados Unidos.

## Funciones
El CSA responde directamente frente al secretario del Ejército de los Estados Unidos en asuntos relativos al Ejército y le asiste en sus funciones, incluyendo la presentación y cumplimiento de las políticas, planes y programas del Ejército. También remite presupuestos y proyecciones de gasto del Ejército al secretario de Defensa de los Estados Unidos, la rama ejecutiva del Gobierno de los Estados Unidos, y el Congreso de los Estados Unidos. 
El jefe de Estado Mayor encarga al inspector general del Ejército que realice inspecciones e investigaciones según sea necesario. También preside el Estado Mayor del Ejército, y representa a las capacidades, requisitos, política, planes y programas del Ejército en el Estado Mayor Conjunto. Bajo la autoridad del secretario del Ejército, designa al personal y recursos militares que formarán parte del Mando de Combate Conjunto de los Estados Unidos. También realiza el resto de funciones descritas bajo el Título 10 del Código de los Estados Unidos, o delega dichos deberes y responsabilidades a otros oficiales de su administración, en su nombre. Como en el caso del resto de jefes del Estado Mayor Conjunto, este cargo es de tipo administrativo, y no tiene mando operativo sobre las fuerzas de combate del Ejército de los Estados Unidos.

## Nombramiento
El CSA es nominado por el presidente de los Estados Unidos, y debe ser confirmado por mayoría en el Senado de los Estados Unidos. El CSA es ascendido a general de ejército (cuatro estrellas) si no lo era antes del nombramiento. El actual jefe de Estado Mayor del Ejército es el general Randy George.